# Joseph Poli
Pour les articles homonymes, voir Poli.
Joseph Poli est un journaliste français, né le 14 avril 1922 à Marseille et mort le 16 janvier 2011 à Noisy-le-Grand (Seine-Saint-Denis).
Il est surtout connu pour avoir présenté pendant environ dix ans des journaux télévisés sur TF1. Il a par ailleurs participé en tant qu'acteur à quelques films de cinéma ou télévision, interprétant souvent un présentateur de journal.
Il est également l'auteur de quelques ouvrages divers, parus entre 1965 et 2004.

## Biographie

### Origines
Joseph Antoine Poli naît en 1922 à Marseille.

### Carrière
Joseph Poli souhaite devenir comédien et interprète en 1945 le rôle de Don José dans Septième ciel de Paul Guimard.
Après avoir été, durant sept ans, sous la IVe République, le collaborateur de nombreux ministres (il exerça notamment les fonctions de chef de cabinet au ministère de la Marine en 1958), Joseph Poli aborda le journalisme en 1960. Spécialiste de politique intérieure, il collabora à l'hebdomadaire Démocratie et à Paris-Jour. En 1958 et 1962, il avait été candidat aux élections législatives dans la première circonscription des Hautes-Pyrénées, sous l'étiquette du MRP.
Producteur de télévision, il entra dans l'équipe de Jacqueline Baudrier, en 1970, et participa au nouveau journal de la deuxième chaîne. Chef du service politique de la Une, en 1973, il ne la quitte plus et offrit ses services à TF1 dès la naissance de celle-ci, succédant à la Une, en 1975.
Ce Marseillais d'origine corse présenta, de 1979 à 1983, le dernier journal de la journée intitulé Une Dernière puis, de nouveau de 1984 à juin 1988, le journal de la nuit de TF1. Ses joutes verbales, amicales et bon enfant, par éditions interposées, avec Bruno Masure, alors présentateur du journal de 20 heures sur la même chaîne, sont restées célèbres.
Évincé en 1988 après la privatisation de TF1, en raison de son âge jugé avancé (66 ans), il s’insurgea dans les colonnes du Figaro : « Si vous êtes encore montrable, que vous ne faites pas peur aux enfants, je ne vois pas pourquoi vous vous arrêteriez. Moi, j'avais le sentiment que j'étais encore dans le coup », déclara l'ex-présentateur emblématique des informations de la nuit, fustigeant les dirigeants de la chaîne de ne pas faire de sentiments.
Il reviendra avec l'émission C'est à vous, à partir du 25 novembre 1989 sur Antenne 2. Une émission de débat entre des associations de téléspectateurs et un membre de la direction d'A2 et FR3. Le même concept sera repris avec Télé pour, télé contre qu'il présentera avec Caroline Tresca à partir de 1990 sur FR3.
Retiré des écrans, Joseph Poli se tourna alors vers une autre passion : la politique. En 1995, il s'engagea auprès des Verts lors des élections municipales à Mâcon en Saône-et-Loire, puis se porta candidat aux élections législatives de 2002 avec Génération Écologie (GE) en Touraine.
Son naturel séduisit des réalisateurs comme Yves Boisset ou Jean Marbœuf, qui lui proposent de « faire l’acteur » à plusieurs reprises, pour le grand et le petit écran : La Tribu, Lundi noir ou encore La Femme des autres.

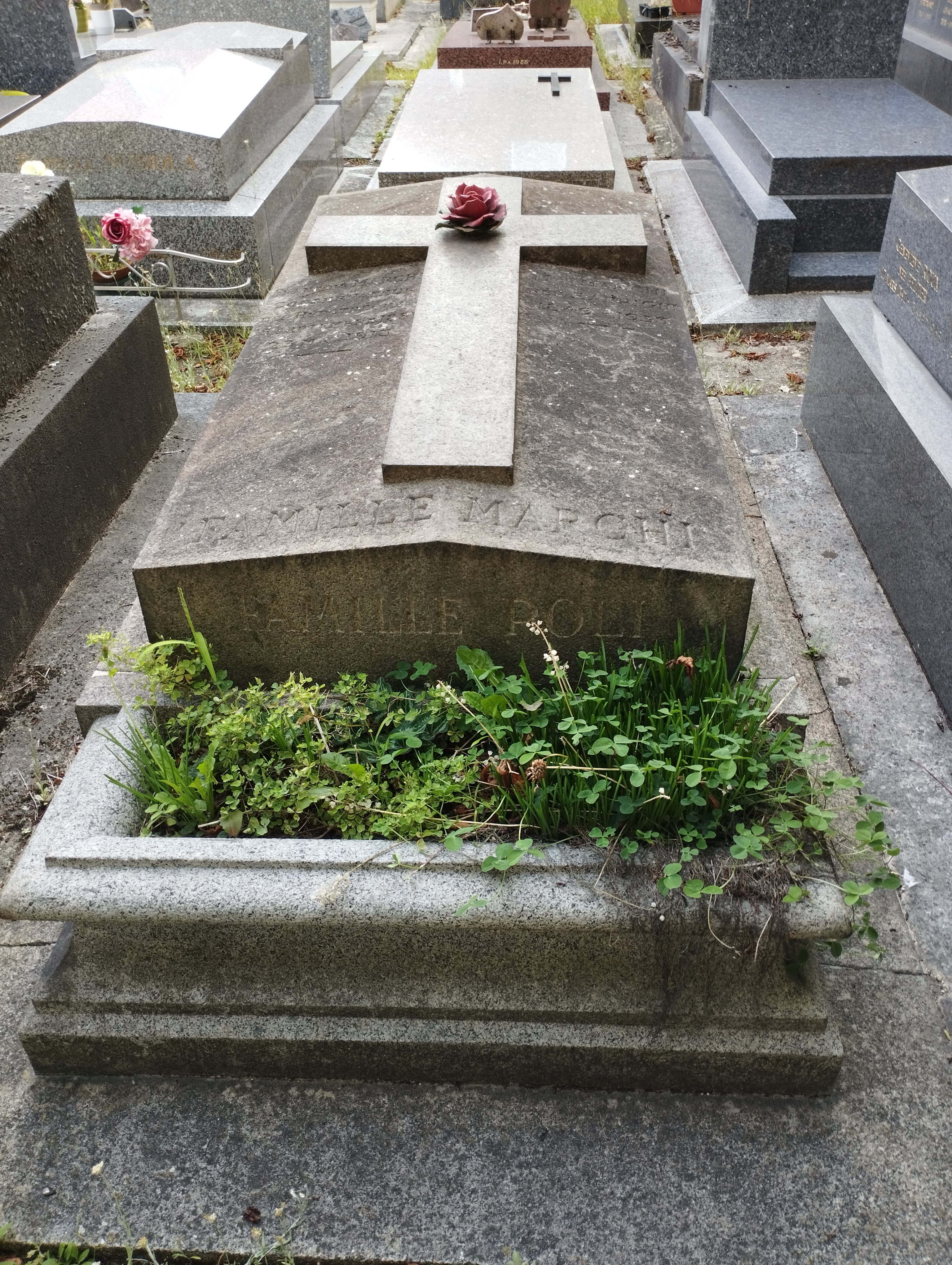
Tombe de Joseph Poli au cimetière de Grenelle (division 7).

Joseph Poli consacre ses dernières années à l'écriture de romans et d'essais, il publie notamment Et si l'on changeait de société ?, où il dresse un bilan sans concession de la politique française.

### Vie privée
Marié à Élyane Blond (1924-2006), il est père de deux enfants : Florence et Jean-Marc.

### Mort
Joseph Poli meurt à l'âge de 88 ans le 16 janvier 2011 dans une maison de retraite de Noisy-le-Grand,. Il est inhumé dans le caveau familial du cimetière de Grenelle (division 7), dans le 15e arrondissement de Paris, où son nom ne figure pas.

## Filmographie

### Cinéma
- 1985 : Les Rois du gag, de Claude Zidi
- 1989 : Radio Corbeau d'Yves Boisset : le présentateur d'Antenne d'or
- 1991 : La Tribu d'Yves Boisset : le professeur Bey

### Télévision
- 1983 : Pablo est mort
- 1986-1987 : Julien Fontanes, magistrat, épisodes Retour de bâton (1986) et 10 petites bougies noires : le présentateur TV
- 1989 : Lundi noir : Lamblardie
- 1989 : Les Deux Virus : le présentateur TV
- 1990 : La Femme des autres : l'inspecteur Dulsarie
- 1991 : Papy super star : Maurice
- 1991 : Le Miel amer
- 1991 : Renseignements généraux, épisode Bêtes et méchants : le maire
- 1997 : Enquête d'audience, court métrage avec Bruno Masure

## Présentateur de télévision
- 1979-1983 : journal de la nuit (TF1)
- 1984-1988 : journal de la nuit (TF1)
- 1989-1990 : C'est à vous sur A2 (Antenne 2)